# Свети Николай (Връв)
Вижте пояснителната страница за други значения на Свети Николай.
„Свети Николай“ или „Свети Никола“ е възрожденска православна църква във видинското село Връв.

## История
Храмът е разположен в центъра на селото. Според местни предания църквата е била дървена и при черкезко нападение е изгорена напълно. Оцелява само олтарът пренесен от крепостта. Камъните за строежа на новия храм са от развалините на римската крепост Дортикум, разположена на брега на Дунав на изхода на селото. Цялостното възстановяване на църквата е по инициатива на митрополит Антим Видински през 1880 година.
Камбаната на храма, изработена в Одеса, е открадната преди Освобождението и според местните легенди, отнесена в съседното румънско село Гърла Маре.

## Описание
В църквата рисува дебърският зограф Кръсто Янков. Според Иванка Гергова неподписаните стенописи в храма са дело на Евгений Попкузманов.